# Henry Retford
Pour les articles homonymes, voir Henry Redford.
Sir Henry Retford ou Redford, né vers 1354 et mort au printemps 1409, est un meurtrier et parlementaire anglais.

## Biographie
Issu de la noblesse non-titrée (gentry), propriétaire de terres dans le Buckinghamshire, c'est un jeune homme violent. Condamné en 1376 avec sursis pour avoir proféré des menaces de mort, il est condamné pour le meurtre d'un de ses voisins l'année suivante, mais est gracié par le jeune roi Richard II. Inculpé pour un autre meurtre cette même année, il est une nouvelle fois gracié, bénéficiant de l'intercession de Jeanne de Kent. Fait chevalier en 1384, il accroît son domaine foncier grâce à son mariage à la veuve Katherine Paynell en 1385. Quelques mois plus tard, Henry Retford prend part à la campagne militaire menée par Richard II contre le royaume d'Écosse, qui s'avère un échec. En 1388, il est contraint de prêter serment de soutenir les Lords Appellant, un groupe de nobles ayant saisi le contrôle du gouvernement anglais, mais « ses sympathies personnelles portent clairement vers le parti de la cour plutôt que vers ses ennemis ». Ainsi en 1393 Richard II, ayant repris le contrôle du gouvernement, nomme Retford l'un des chevaliers de sa retenue personnelle (knights of the body), chargés de sa sécurité.
Bénéficiant de l'appréciation du roi, il est fait membre d'une équipe de quatre ambassadeurs anglais dépêchés en avril 1397 à Avignon puis à Rome pour tenter de négocier une fin au Grand schisme d'Occident. Bien que la mission soit un échec, Retford conserve la faveur du roi et est nommé juge de paix et shérif dans le Lincolnshire dès son retour en Angleterre en novembre. En nommant ses proches aux responsabilités dans les divers comtés, Richard espère raffermir son autorité contestée sur le pays.
Pour autant, Henry Retford ne vient pas en aide à Richard II lorsque celui-ci est renversé par Henry Bolingbroke en 1399. L'usurpateur se fait proclamer roi Henri IV, et nomme à son tour Retford knight of the body, membre de sa garde rapprochée. Retford est élu une première fois député du Lincolnshire à la Chambre des communes du Parlement d'Angleterre en 1401, puis réélu pour le parlement de 1402 après avoir pris part à la campagne militaire du nouveau roi contre les Gallois. Les députés le choisissent pour président de la Chambre en 1402. Les sujets abordés par ce parlement sont ceux qu'il connaît bien : l'évolution de la situation du schisme de l'Église sur le continent, et la rébellion au pays de Galles. Retford obtient d'une Chambre pourtant peu amène le vote d'un impôt pour financer l'effort de guerre. Après une brève interruption, il siège une dernière fois au second parlement de 1404, puis se consacre aux affaires locales du Lincolnshire jusqu'à sa mort en 1409.
Son fils homonyme Henry Redford sera plus tard maire de Bordeaux, puis combattra pour la maison d'York durant la guerre des Deux-Roses et sera condamné pour trahison en 1459.